# Rosa montana
Espèce
Rosa montana, rosier des montagnes,  ou églantier des montagnes , est une espèce de plantes à fleurs de la famille des Rosaceae. C'est un rosier sauvage appartenant à la section des Caninae, originaire d'Europe (notamment France, Suisse et Europe centrale, Nord de l'Espagne, Grèce) et d'Afrique du Nord (Algérie).
Synonyme : Rosa communis Rouy subsp. montana (Chaix) Rouy.
Il ne doit pas être confondu avec le rosier floribunda 'Montana', créé par la maison Tantau en 1974.

## Description
C'est un arbrisseau formant un buisson dense, à feuilles caduques, d'un à deux mètres de haut environ, dont les tiges sont munies de nombreux aiguillons en crochet.
Les feuilles imparipennées, de 5 à 9 cm de long, comptent de 5 à 7 folioles ovales ou arrondies au bord serré, glabres.
Les fleurs, de 2 à 3 cm de diamètre, ont cinq pétales rose pâle et de nombreuses étamines jaunes ; elles sont parfois groupées en corymbes de 2 à 7 fleurs, mais le plus souvent solitaires, et apparaissent de la fin du printemps au milieu de l'été.
Les fruits sont des cynorrhodons globuleux à oblongs, rouges à maturité.